# استان ویکتور فاخاردو
استان ویکتور فاخاردو (به اسپانیایی: Provincia de Víctor Fajardo) یک استان در پرو است که در منطقه آیاکوچو واقع شده‌است. استان ویکتور فاخاردو ۲٬۲۶۰٫۱۹ کیلومتر مربع مساحت و ۲۷٬۹۱۹ نفر جمعیت دارد.